# Ljachavičy
Ljachavičy (bělorusky Ляхавiчы, rusky Ляховичи – Ljachoviči) jsou město v Brestské oblasti v Bělorusku. K roku 2017 měly bezmála jedenáct tisíc obyvatel a byly správním střediskem Ljachavického rajónu.

## Poloha a doprava
Ljachavičy leží na severovýchodně Brestské oblasti v povodí Ščary, přítoku Němenu. Od Brestu, správního střediska oblasti, jsou vzdáleny přibližně 200 kilometrů severovýchodně.
Přes Ljachavičy prochází železniční trať z Luniňce do Baranavičů.

## Dějiny
První písemná zmínka je z roku 1572. Od roku 1931 jsou Ljachavičy městem. V meziválečném období v letech 1921–1939 patřily Ljachavičy do druhé Polské republiky.